# Leonard Forrer
Leonard Forrer ou Leonhard Forrer, né le 7 novembre 1869 à Winterthour en Suisse et mort le 17 novembre 1953 à Bromley au Royaume-Uni, est un numismate et marchand de pièces de monnaie d'origine suisse. Il est ensuite naturalisé sujet britannique.

## Biographie
Leonard Forrer naît le 7 novembre 1869 à Winterthour.
Il part étudier en Angleterre en 1887 et, deux ans plus tard, il commence à travailler pour Spink and Son, un marchand d'art de Londres. Il devient rapidement responsable des ventes de pièces de monnaie et de médailles et développe ce secteur d'activité à un niveau de classe mondiale. À partir de 1893, il est rédacteur en chef de Numismatic Circular. Outre plusieurs autres publications et catalogues numismatiques, il est surtout connu pour son dictionnaire biographique en huit volumes des graveurs et médailleurs, de l'antiquité classique à 1900, qui reste un ouvrage important. En 1944, il  reçoit la médaille de la Royal Numismatic Society. Ses fils Leonard Steyning Forrer (1895-1968) et Rudolph Forrer (1896-1974) deviennent également des marchands de monnaie.

## Publications
- Biographical dictionary of medallists, coin-, gem-, and seal-engravers, mint-masters, etc. ancient and modern. With references to their works, B. C. 500 – A. D. 1900. Londres 1902–1930. 6 volumes.
  - Volume 1, (A–D), 1904 (université du Michigan)
  - Volume 2, (E–H), 1907 (Internet Archive)
  - Volume 3, (I–Maz), 1907 (Internet Archive)
  - Volume 4, (M.B.–Q), 1909 (Internet Archive)
  - Volume 5, (R–S), 1912 (Internet Archive)
  - Volume 6, (T–Z), 1916 (Internet Archive)
  - Supplément: Biographical notices of medallists... Londres 1924–1930. 2 volumes. 
    - réimpression des 8 volumes : Londres 1979–1981,  (ISBN 90-70296-02-0),  (ISBN 90-70296-03-9).
    - avec J. S. Martin: Index to Leonard Forrer's Biographical Dictionary of Medallists. Londres 1987.